# Verměřovice
Verměřovice (německy Wetzdorf) jsou obec v okrese Ústí nad Orlicí v Pardubickém kraji. Žije zde 794 obyvatel. Obcí prochází železniční trať Letohrad–Lichkov, na které mají Verměřovice vlastní zastávku.

## Historie

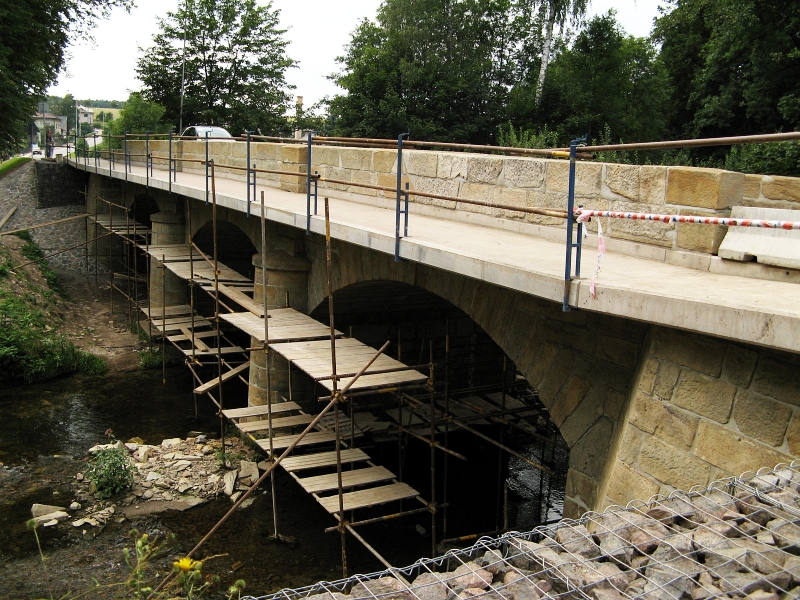
Kamenný most přes Tichou Orlici

První písemná zmínka o obci pochází z roku 1304. Levý břeh obce byl kolonizován pány z Drnholce, jako součást lanšperského panství. Právě v roce 1304 daroval Václav II. lanšperskou část Zbraslavskému klášteru. Tehdejší podoba jména vesnice (Wernhersdorf) vychází z osobního jména lokátora obce, Wernhera.
Roku 1891 byl v obci založen sbor dobrovolných hasičů.
Za první republiky byla obec známá díky pražírně kávy Josefa Budiše. V létě roku 1939 se zde konal velký tábor pro židovské děti, který vedl Egon Redlich.
Krátce po válce se v obci začal hrát fotbal. Mistrovská utkání však na místním hřišti hrálo mužstvo z Jablonného nad Orlicí. Roku 1954 bylo hřiště zrušeno a místo něho byly vystavěny volejbalové kurty a kluziště na lední hokej. Verměřovický fotbalový klub byl oficiálně založen roku 1977.

## Přezdívka „Turecko“
Obci se přezdívá „Turecko“, údajně podle události z počátku 17. století, kdy vesničané přihlíželi požáru místního statku a šafář na ně volal: „Nestůjte tady jako Turci, pojďte hasit!“

## Obyvatelstvo
| Rok            | 1869 | 1880 | 1890 | 1900 | 1910 | 1921 | 1930 | 1950 | 1961 | 1970 | 1980 | 1991 | 2001 | 2011 | 2021 |
| -------------- | ---- | ---- | ---- | ---- | ---- | ---- | ---- | ---- | ---- | ---- | ---- | ---- | ---- | ---- | ---- |
| Počet obyvatel | 671  | 704  | 691  | 721  | 682  | 651  | 639  | 541  | 550  | 567  | 627  | 631  | 719  | 727  | 720  |
| Počet domů     | 109  | 114  | 115  | 115  | 119  | 118  | 145  | 142  | 141  | 145  | 158  | 196  | 202  | 235  | 252  |

## Obecní správa

### Obecní symboly
Znak a vlajka byly obci uděleny rozhodnutím předsedy Poslanecké sněmovny Parlamentu České republiky dne 7. května 1997.

## Pamětihodnosti a zajímavosti
- Silniční most kamenný
- Kostel svatého Jana Křtitele
- Kamenný kříž před kostelem svatého Jana Křtitele z rok 1839
- Železniční most s vyznačeným stavem vodní hladiny řeky Orlice v letech 1938 a 1997
- Pamětní deska obětem války v letech 1914 až 1918 na stěně kostela svatého Jana Křtitele
- Zajímavé opukové geologické útvary v povodí Tiché Orlice